# Bauhaus-Museum Weimar

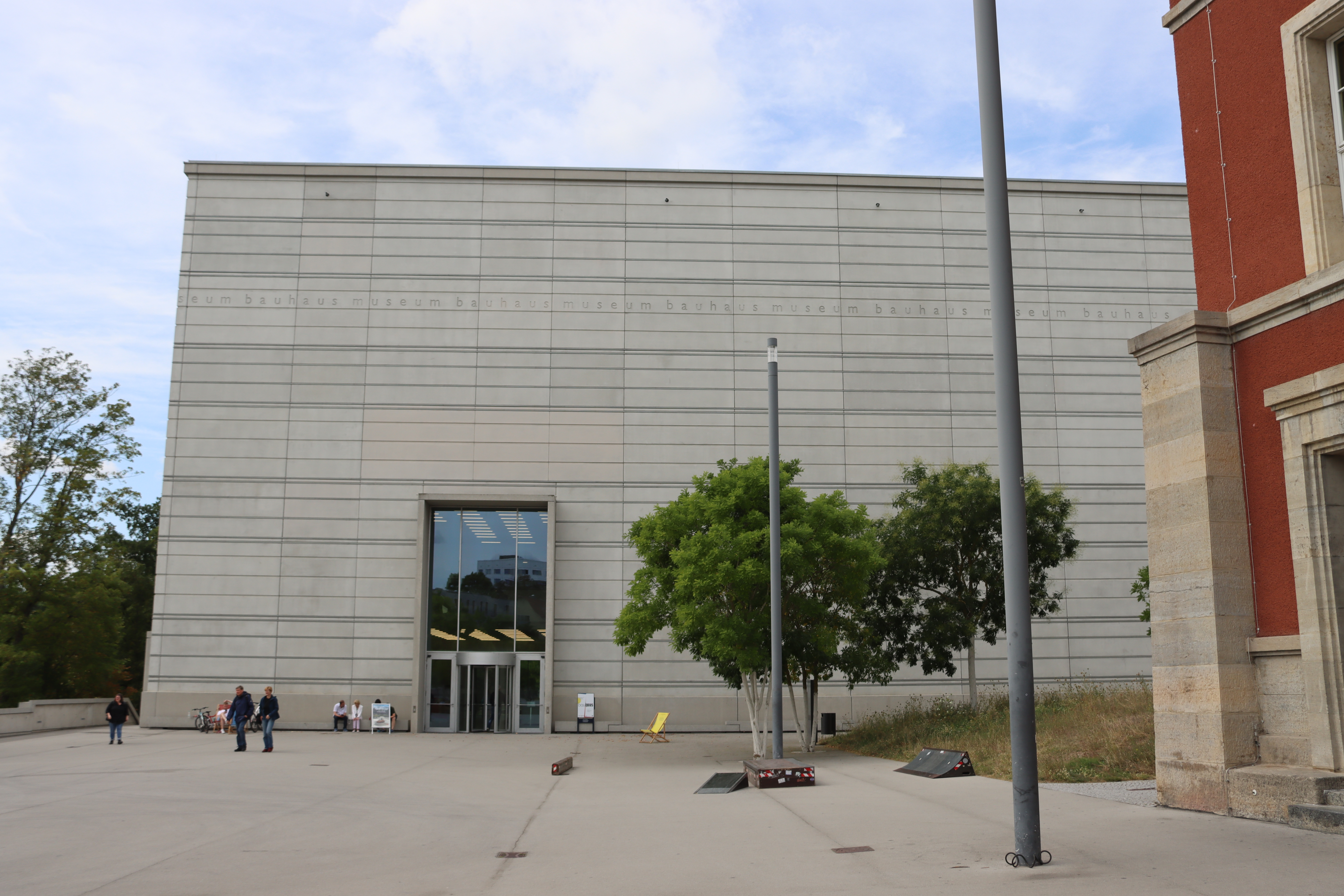
Het Bauhaus-Museum Weimar in 2023

Het Bauhaus-Museum Weimar is een museum in de Duitse stad Weimar. In het museum wordt de kunst in Weimar belicht uit het begin van de 20ste eeuw, met nadruk op Bauhaus. Ook worden er plannen, gebruiksvoorwerpen en designobjecten tentoongesteld.
Het museum werd in 1995 opgericht aan het Theaterplatz. In 2019 verhuisde het naar een nieuwbouwpand aan het Stéphane-Hessel-Platz.